# 森一夫
森 一夫（もり いちお、1937年7月30日 - ）は、教育学博士（広島大学論文博士）、大阪教育大学名誉教授。

## 来歴
日本理科教育学会会長、日本教科教育学会理事、日本生活科・総合的学習学会常任理事、日本科学教育学会評議員を歴任。
- 1961年 - 大阪教育大学教育学部理科卒業
- 1961年 4月 - 1962年 3月 大阪市立三国中学校教諭
- 1962年 4月 - 1964年 3月 大阪市立扇町第二商業高等学校教諭
- 1964年 4月 - 1966年 6月 大阪市立西第二商業高等学校教諭（理数科主任）
- 1965年 - 大阪市立大学理学研究科化学修了
- 1965年 4月 - 1966年 3月 大阪市立大学理学部研究員（併任）
- 1966年 4月 - 1970年 3月 武庫川女子大学専任講師
- 1970年 4月 - 1970年 9月 武庫川女子大学助教授
- 1970年10月 - 1981年 7月 大阪教育大学助教授（大学院担当）
- 1981年 7月 - 2003年 3月 大阪教育大学教授(大学院担当）
- 1990年 7月 - 1992年 7月 大阪教育大学附属高等学校天王寺校舎主任（校長代行）
- 1990年 7月 - 1992年 7月 大阪教育大学附属天王寺中学校校長（併任）
- 1994年 4月 - 1996年 3月 大阪教育大学附属学校部長
- 1998年 6月 - 1999年 3月 文部省大学入試センター研究開発部教授（併任）
- 2003年 4月 - 大阪教育大学名誉教授
- 2004年 6月 - 2005年 3月 独立行政法人大学入試センター研究開発部 客員教授
- 2006年 4月 - 2010年 3月 日本教育大学院大学教授
- 2010年 4月 - 2013年 3月 大阪総合保育大学大学院教授[2]

## 業績
シンガポールの学校理科教育に貢献。
1984年3月、政府派遣教育制度改善専門家（エキスパート）としてシンガポール教育省カリキュラム開発研究所にて、日本で言うところの理科学習指導要領及び国定理科教科書作成指導とその開発研究並びに現職教育や実践研究のありかた等について同国の校長や視学官への指導と講演に従事した。

## 受賞等
以下の表彰・受賞歴がある。
- 日本教育研究団体連合会表彰。（1977年）
- 日本教育研究団体連合会賞受賞。（1977年）
- 日本保育学会倉橋賞受賞。（1978年）
- 大阪科学技術センター(OSTEC)表彰。（1980年）
- 全国小学校理科教育研究協議会小学校理科教育発展功労者表彰。（1997年）
- 日本理科教育学会功労賞受賞。（2003年）
- 瑞宝中綬章受章。教育研究功労。（2017年）[4]

## 研究内容や活動
主要な研究テーマは「自然認識の発展(達)と形成」である。類的(人類史的)観点に立てば「自然認識の発展と形成」である。また同テーマは個的(個人の成長的)観点に立てば「自然認識の発達と形成」であり、科学史に見られる自然認識の順序性と発展機序を踏まえて、理論仮説から作業仮説を導出し、それを検証することにより、子どもの自然認識の発達過程を明らかにして、次なる新たな認識の形成を試みようとするものである。
方法として、実験結果の信頼性と再現性を高める目的で、多数の被験者に対し、再現可能な形式での1対1面接方式や質問紙法で得た資料に関し、重回帰分析や、因子分析等の多変量解析を用い、結果、統計的に有意な結論を導出し、再現性・一般性を立証している。

## 著作等

### 著書
A．自然科学を主とする内容
- 『化学要論』 単著 南雲堂深山社 1969年。
- 『東洋医学入門』 単著 保育社カラーブックス 1984年。

B．教育学
- 『新教育原理』 共著 柳原書店 1971年。
- 『新学力と学習』 編著 三晃書房 1995年。
- 『教師のための情報ハンドブック』 監編著  明治図書 1996年。

C．理科教育
- 『初等・中等理科教育法』 単著 学文社 1975年。
- 『幼児教育法・自然ー理論編』 共編著 三晃書房 1979年。
- 『幼児教育法・自然ー実践編』 共編著 三晃書房、1980年。
- 『個の活動を誘発する理科授業の進め方』 監修・著 明治図書 1982年。
- 『現代理科学習論』 単著  明治図書 1982年。
- 『新理科教育』 単著 学文社 1984年。
- 『自然認識の発達と形成に関する教科教育学的研究』 単著 風間書房 1986年。
- 『自己実現を図る理科学習』 単著 初教出版 1988年。
- 『「ひとりだち」を目指す生活科・理科学習』 監修・著 明治図書 1990年。
- 『最新の理科教育』 単著 学文社 1993年。
- 『子どもが創る科学』 編著 明治図書 2001年。
- 『21世紀の理科教育』 編著 学文社 2003年。

### 訳書
- ノーマン・キャンベル『科学とは何か？』 法律文化社、1979年11月20日。
- シャロン・ベイリン『創造性とは何か』 森一夫、森秀夫共訳 法政大学出版局 2008年6月25日。

### 学術論文
- 「理科の学習効果に及ぼす内発的動機付けの影響」『理科教育学研究』 日本理科教育学会 Vol.44 No.1 pp13-20 2003年。
- 「子どもの理科学習活動におけるmoraleに及ぼす要因に関する研究」 『教育方法学研究』日本教育方法学会 第23巻 pp127-135 1998年。
- 「理科学習におけるmisconceptionに関する研究-Prologを用いた解析」『科学教育研究』 日本科学教育学会 Vol.18 No.4 pp216-222 1994年。
- "A Comparison of Elemental School Science Curricula in Four East Asian Countries" "Science Education" 64, No.3 pp,405-412 John Wiley & Sons Inc., N.Y. USA 1980.
- 「児童が期待する理科の授業像に関する実証的研究」『日本教科教育学会誌』 第4巻3号 pp63-68 1979年。
- 「物質観の発達（展）に関する一考察」『科学哲学11』 日本科学哲学会 pp107-118 早稲田大学出版部 1978年。
- 「再びニュートンの質量概念とその定義をめぐって」『科学史研究』 日本科学史学会編 岩波書店刊Ⅱ Vol.15 No.120 pp196-199 1977年。
- "A Cross-Cultural Study on Children's Conception of Speed & Duration" "'Japanese Psychological Research" 日本心理学会 18 No.3 pp105-112 1977年。
- 「幼児における素朴実在論的物質観ー特に体積と重量の概念的未分化について」『教育心理学研究』 日本教育心理学会 Vol.24 No.1 pp17-25 1976年。
- 「N-メチル-N-β-オキシアルキルアントラニル酸と塩化トシルとの反応」,『武庫川女子大学紀要(自然科学)』 第14集 pp29-32 1966年。

### 論説
- 「子どもに習得力が実感できる反復学習を」 『授業力＆学級統率力』3月号 2011年 明治図書。
- 「理科実習助手、小・中学校に無配備＝ここを見直そう」 『楽しい理科授業』3月号 2010年 明治図書。
- 「『教えること』と『考えること』のメリハリを」 『授業研究21』2月号 2010年 明治図書。
- 「子どもの学習活動を指導に直結」 『現代教育科学』1月号 2009年 明治図書。
- 「国語科と他教科の連携を図る教育課程の早期改定」『教育科学　国語教育』2月号 2008年 明治図書。
- 「格差社会の拡大に伴う『教育格差』と『いじめ問題』の深刻化」 『社会科教育』1月号 2008年 明治図書。
- 「理数教育の充実に向けた具体的取り組み」 『教職研修』4月号 2008年 教育開発研究所。
- 「理科・部会審議から見えてくる改定の方向」 『学校マネジメント』3月号  2007年 明治図書。
- 「理科プロから見た新世代の教育像と総合」 『総合的学習を創る』2月号 2007年 明治図書。
- 「知識や経験の差を活かし、共有する理科授業」 『初等理科教育』 日本初等理科教育研究会編 8月号 2006年 社団法人 農山漁村文化協会。
- 「学習意欲を誘発する授業展開」 『絶対評価の実践情報』4月号 2004年 明治図書。
- 「中国人が物理学をつくったならば？」 『理科の教育』 日本理科教育学会編 連載 2003年～2004年3月号 東洋館出版社。
- 「理科教科書はその時代・社会を映す鏡」 『化学と教育』3 2003年 51巻3号 日本化学会。
- 「『私の一押しブック』コーナーの設置」 『心を育てる学級経営』11月号 2002年 明治図書。
- 「日本の未来につなげる科学教育を」 『科学技術ジャーナル』 科学技術庁編 1月号 2001年 (財)科学技術広報財団。
- 「理科はなぜ離れられてしまったのか」 『科学』10月号 Vol.70 No.10 2000年 岩波書店。
- 「子どもの体験で 『生きる力』 の育成を」 『生活科授業を楽しく』12月号 No.82 1997年 明治図書。
- 「個のよさや可能性を引き出す教材開発を」 『授業のネタ 教材開発』4月号 No.100 1996年 明治図書。